# Napoleonaea gabonensis
Napoleonaea gabonensis är en tvåhjärtbladig växtart som beskrevs av Liben. Napoleonaea gabonensis ingår i släktet Napoleonaea och familjen Napoleonaceae. Inga underarter finns listade i Catalogue of Life.